# Bathanthidium emeiense
Bathanthidium emeiense är en biart som beskrevs av Wu 2004. Bathanthidium emeiense ingår i släktet Bathanthidium och familjen buksamlarbin. Inga underarter finns listade i Catalogue of Life.